# Municipio de Walnut (Illinois)
El municipio de Walnut (en inglés: Walnut Township) es un municipio ubicado en el condado de Bureau en el estado estadounidense de Illinois. En el año 2010 tenía una población de 1752 habitantes y una densidad poblacional de 18,33 personas por km².

## Geografía
El municipio de Walnut se encuentra ubicado en las coordenadas 41°32′37″N 89°34′43″O / 41.54361, -89.57861. Según la Oficina del Censo de los Estados Unidos, el municipio tiene una superficie total de 95.59 km², de la cual 95,48 km² corresponden a tierra firme y (0,12 %) 0,11 km² es agua.

## Demografía
Según el censo de 2010, había 1752 personas residiendo en el municipio de Walnut. La densidad de población era de 18,33 hab./km². De los 1752 habitantes, el municipio de Walnut estaba compuesto por el 98,06 % blancos, el 0,17 % eran amerindios, el 0,51 % eran asiáticos, el 0,06 % eran de otras razas y el 1,2 % eran de una mezcla de razas. Del total de la población el 2,17 % eran hispanos o latinos de cualquier raza.